# ボリビアーノ
ボリビアーノ (boliviano) は、南米・ボリビアの通貨単位。複数形はボリビアーノス (bolivianos)。略称Bs（単数形複数形とも）。
ボリビア人の日常会話では、1986年まで使用されていた"ペソ"と呼ばれることも多い。

## 概要
1・2・5ボリビアーノスは硬貨で、10・20・50・100・200ボリビアーノスは紙幣である。
1ボリビアーノの100分の1であるセンターボも補助単位として用いられており、10・20・50センターボ硬貨がある。1・2・5センターボ硬貨も存在するが、減価により現在はほとんど流通していない。
1980年代中頃、ボリビア経済は政情不安に端を発した激しいインフレーションに見舞われ、1985年には年8,171%に達した（前年同月比では同年9月に24,000%を記録）。当時、同国では紙幣の発券業務が欧州の印刷会社に委託されていたが、日数の嵩む大西洋航路（欧州 - ブラジル間）を経て、紙幣が陸路でブラジルから届く頃には、紙切れ同然まで減価が進んでいたと言う。
この問題に対処するため、1986年11月27日、100万分の1のデノミネーションを骨子とした通貨改革法が成立。翌1987年1月1日に旧100万ペソを1ボリビアーノとするデノミネーションが実施された。
同時期に通貨単位の切り下げと物価凍結令（期限付き）がセットになったインフレ抑制策を実施した近隣諸国（いずれも短期間で頓挫→インフレ再燃）と異なり、インフレの根原である財政赤字の解消を目的とした国営部門の民営化と人員削減が徹底的に実施された結果、失業問題が深刻化。職を求めて近隣諸国（アルゼンチンなど）へ越境する単純労働者が急増した。ただし、1985年当時のボリビア同様、これらの国々でも1987年以降は経済の破綻が進行したため、この頃を境に出稼ぎ労働者の多くはボリビア本国に帰還している。
1964年の軍事クーデターで失脚するも、民政移管（1982年）後の1985年に大統領職への3度目の復帰を果たしたビクトル・パス・エステンソロは、元々は農地改革など社会主義的な政策の実現を訴えていた政治家であったが、アメリカの経済学者からの進言を受け入れる形で「インフレ問題の解決には経済の自由化と財政の健全化が必須」と従来の方針を180度転換。加えて、暗礁に乗り上げていた累積債務問題に関しても、債務そのものの減免をも含めた返済スケジュールの抜本的な見直しを債権国・金融機関に対して求めた。多くの副作用を伴う苦しい道のりではあったが、パスが職を退任した1989年にはインフレ率が当時の中南米では最低水準の年20%台まで鎮静化、現在に至る。
対日本円の交換レートは1ボリビアーノ当たり約15円(2020年3月現在)。インフレの収束が鮮明になった80年代後期（1米ドル=2ボリビアーノ前後で推移）に比べ、対主要国通貨で1/4程度まで減価したものの、変動相場制に完全移行した1985年以降下落基調が続いている隣国・パラグアイのグアラニーより、その幅は小さい。

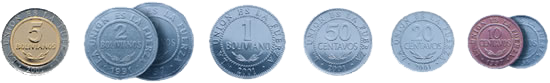
ボリビアーノ硬貨（5ボリビアーノから10センターボ）